# يوليسيس ريتشي
يوليسيس ريتشي (بالإنجليزية: Ulysses Ricci)‏ هو نحات أمريكي، ولد في 1888 في نيويورك في الولايات المتحدة، وتوفي في 1960.

## معرض صور

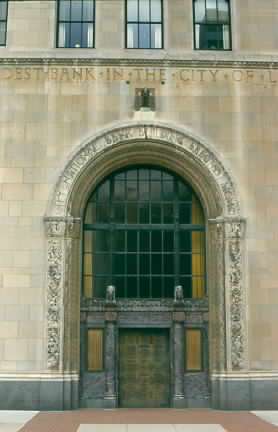
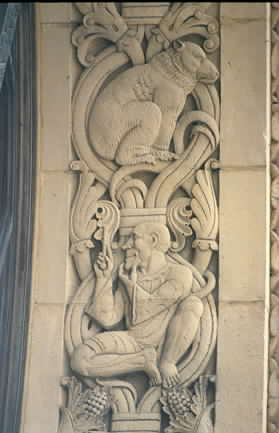
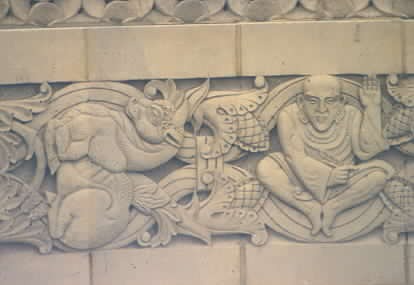